# Patrick, conte di Atholl
Patrick, conte di Atholl (... – Haddington, 1242), è stato un nobile scozzese.

## Biografia
Era l'unico figlio dei feudatari scozzesi Thomas di Galloway e Isabella, contessa di Atholl. Negli anni 1230 morirono entrambi i genitori e Patrick ereditò la contea di Atholl, poiché già nel 1237 assistette come conte di Atholl all'incontro tra Alessandro II di Scozia ed Enrico III d'Inghilterra.
Patrick mantenne la carica per pochi anni. Pare infatti che nel 1242 partecipasse ad un torneo cavalleresco ad Haddington, dove disarcionò da cavallo il nobile Walter Byset, che se ne risentì profondamente; la notte successiva Byset e alcuni complici si recarono quindi alla locanda dove alloggiava il conte di Atholl, attaccandola e dandole fuoco, uccidendo Patrick e altri del suo seguito. Il crimine destò orrore in tutto il regno di Scozia, e nonostante i tentativi di Byset di discolparsi tramite l'appoggio della regina Maria di Coucy, molti nobili ed ecclesiastici si associarono in una lega per combatterlo e vendicare la morte di Atholl. Segnatamente il clan Comyn, guidato da Alexander Comyn, conte di Buchan e John Comyn, I signore di Badenoch, armò un esercito e attaccò le terre dell'assassino di Patrick, forzandolo a fuggire in esilio.
Patrick non aveva avuto figli, quindi alla sua morte i suoi feudi passarono alla zia Forflissa.